# Dina Belanger
Dina Belanger (ur. 30 kwietnia 1897 w Quebecu, zm. 4 września 1929) – błogosławiona kościoła katolickiego.

## Życiorys
Urodziła się (ochrzczona została w dniu narodzin) jako jedyne dziecko zamożnych rodziców, którzy zapewnili jej staranne wykształcenie, m.in. od ósmego roku życia uczyła się gry na fortepianie. Pierwszą Komunię Świętą przyjęła w wieku dziesięciu lat. Uczyła się w szkole podstawowej sióstr ze zgromadzenia Notre Dame, a następnie przez dwa lata w prowadzonej przez te same siostry zakonne szkole z internatem w Bellevue. Po jej ukończeniu pojechała do Nowego Jorku, gdzie studiowała muzykę przez dwa lata. Jej listy do rodziców z tego czasu stanowią barwny opis życia szkolnego Nowego Jorku tamtych czasów. Po powrocie do Quebecu dała kilka koncertów.
11 sierpnia 1921 wstąpiła do nowicjatu w Sillery, a 15 sierpnia 1923 złożyła profesję zakonną przyjmując imię Maria od św. Cecylii z Rzymu. Na prośbę przełożonej, która uważała, że Dina żyje w wyjątkowej bliskości Boga (jej duchowość miała charakter chrystocentryczny i maryjny), napisała Autobiografię. Udzielała też innym siostrom lekcji muzyki.
Krótko po ślubach zakonnych zachorowała na ciężką chorobę, z której nigdy się do końca nie wyleczyła. Ponownie ciężko zachorowała i zmarła 4 września 1929.
Została beatyfikowana przez papieża Jana Pawła II dnia 20 marca 1993.